# Bilderdijkpark

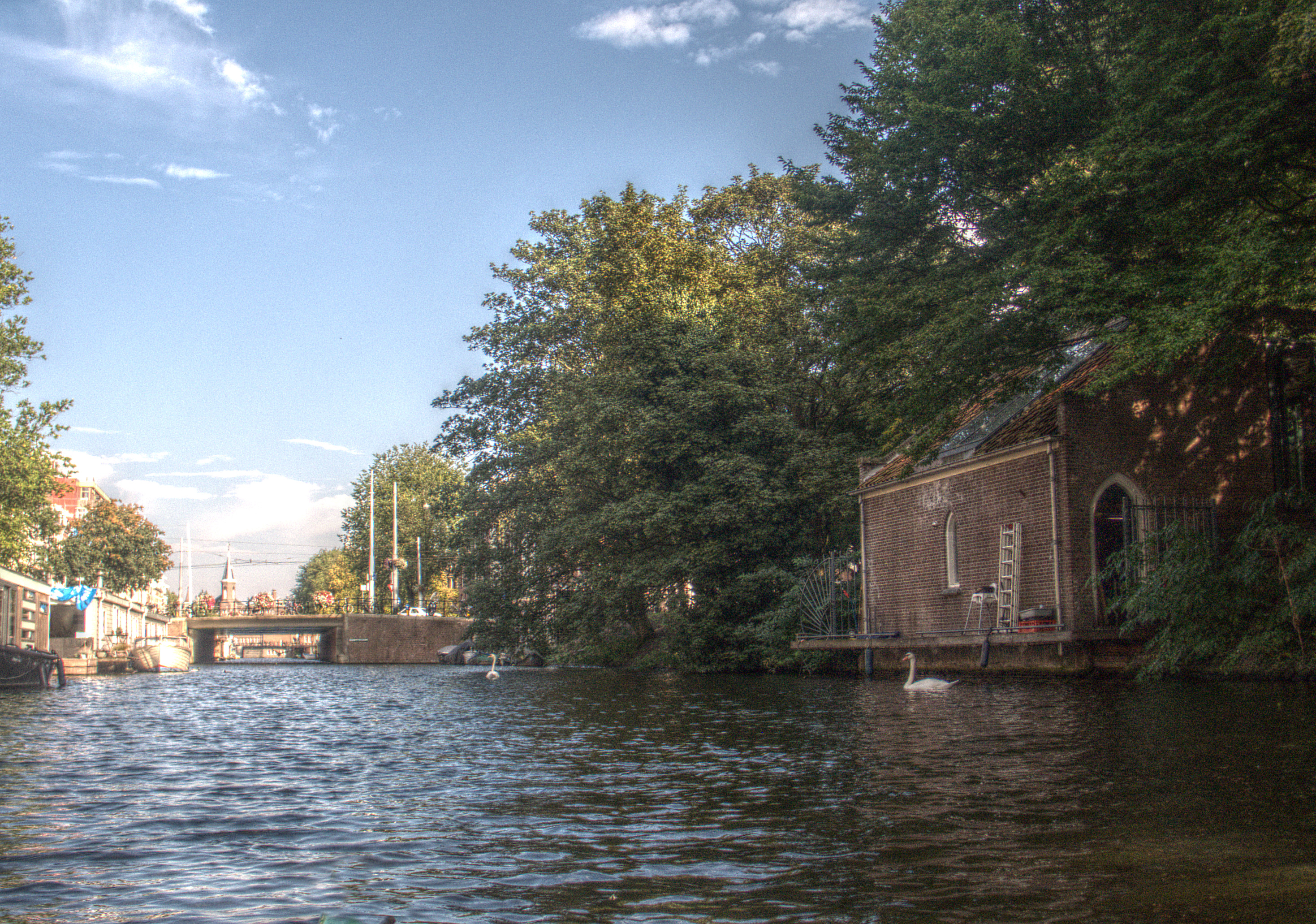
De Hugo de Grootgracht langs het park met het lijkenhuisje (2013)

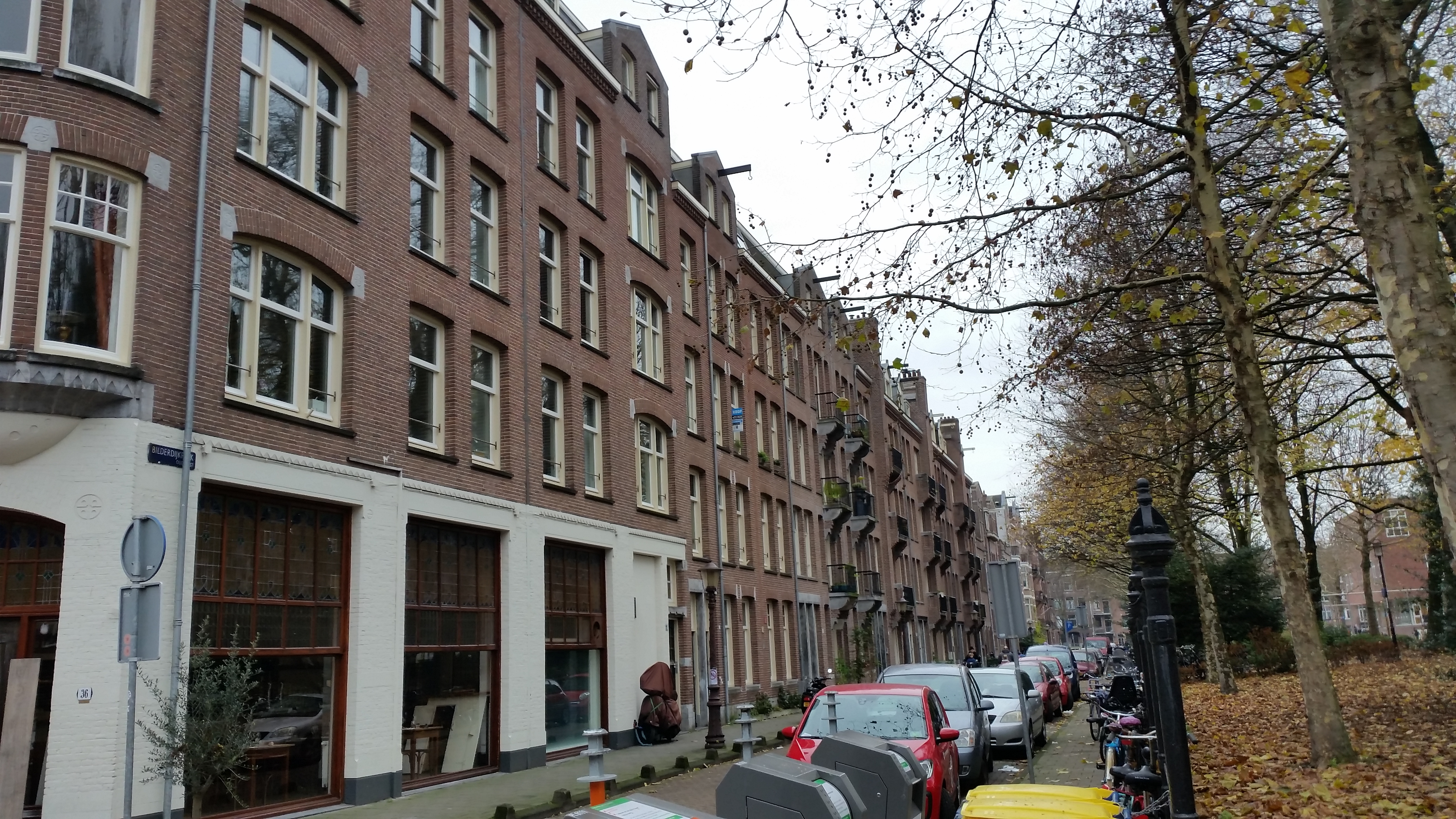
De gevelwand van de straat (december 2018)

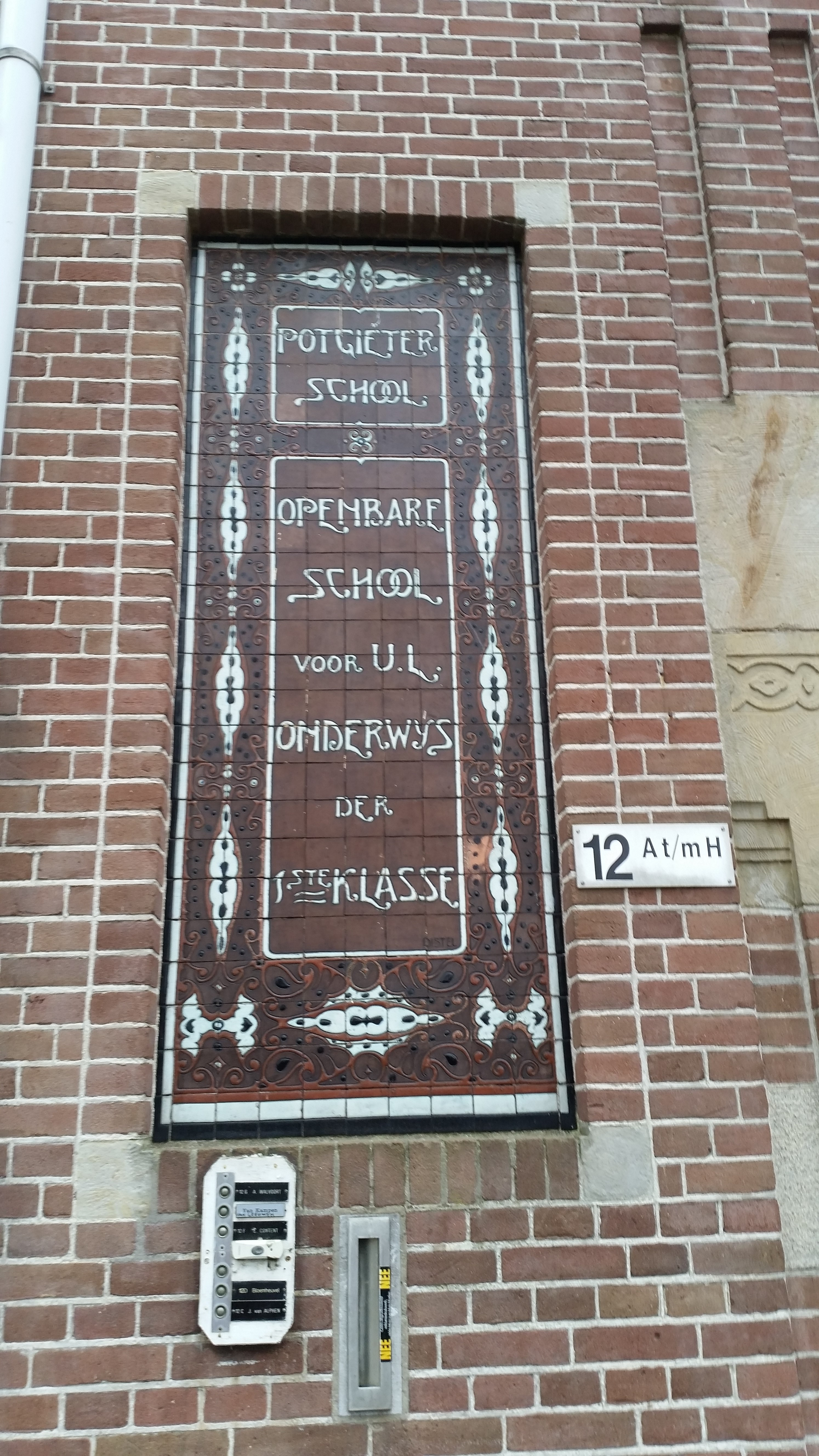
Tegeltableau Potgieterschool (december 2018)

Bilderdijkpark is zowel een klein park als een straat in Amsterdam-West. Ze zijn beide op 3 april 1912 per raadsbesluit vernoemd naar de Nederlandse auteur, dichter, historicus, geschiedschrijver, taalkundige en advocaat Willem Bilderdijk (1756-1831).

## Park
Het Bilderdijkpark ligt ingeklemd tussen de Bilderdijkstraat (oost), Hugo de Grootgracht (noord), de Bilderdijkgracht (west) en de straat Bilderdijkpark (zuid).
Op 17 april 1912 kocht de gemeente Amsterdam de gronden behorende tot de begraafplaats De Liefde op. De bijbehorende kerk De Liefde stond tot 1885 ter hoogte van de Da Costastraat en werd in 1912 gesloopt; een nieuwe versie was toen al in bedrijf aan de Bilderdijkstraat (tegenover her park), maar werd op haar beurt rond 1990 gesloopt. De begraafplaats werd voortgezet bij Begraafplaats Sint Barbara Amsterdam, al vonden er tot rond 1937 nog bijzettingen in familiegraven plaats. Een van de laatsten die er begraven werd was Felicia Catharina Rosalia Cuypers (vrouw van Eduard Maria Alberdingk Thijm en dochter van Pierre Cuypers, architect van de tweede versie van de kerk.
Bij de koop van het terrein werd al een wijziging aangebracht in het bestemmingsplan; er moest een school komen voor de toestromende jeugd in dit gebied. Deze school (zes klassen en vier speellokalen dan in of aan het Bilderdijkpark), werd even het enige gebouw aan het park/straat op het lijkenhuisje na. Het gebied keek naar het zuiden uit op de achtergevels van de De Clercqstraat. De Dienst der Publieke Werken kwam met een ontwerp voor wat uiteindelijk de Potgieterschool zou worden. Als snel werd duidelijk dat die school het aantal leerlingen niet aankon; er kwam nog in het jaar 1913 een tweede school, gesitueerd op de hoek Bilderdijkgracht en Hugo de Grootgracht. De speelplaats van de Potgieterschool kwam in een plantsoen te liggen, maar onderwijzeressen klaagden diverse keren over vlooienplagen, zodat kinderen op de rijweg speelden. In 1926 werd een deel van de begraafplaats geruimd om plaats te maken voor een parkherstellingsoord voor revalidatie van zieken en niet veel later kwam de gemeente ook met een voorstel tot inrichting van het parkgedeelte. Het parkherstellingsoord werd steeds vernieuwd, maar de restanten van de begraafplaats verloederde; de houten hekwerken waren gedurende de Tweede Wereldoorlog al gesloopt en opgestookt. In 1953 vonden de familieleden, die de familiegraven onderhielden, het genoeg en werd een aantal familiegraven, al dan niet al beschadigd door baldadige jeugd, verplaatst. Even was er in 1959 op in het vervolg op het herstellingsoord sprake van dat het Jan van Breemen Instituut (Reade) in het park gevestigd zou worden.
Het enige dat nog aan de begraafplaats herinnert is het lijkenhuisje, ook wel genoemd "pesthuisje", uit 1845, ontworpen door architect J.D. Zocher jr aan de Hugo de Grootgracht. Dit neogotische gebouwtje heeft er jarenlang ongebruikt gestaan, bood enige tijd onderdak aan verplegend personeel van het herstellingsoord, maar is in 2010 omgebouwd tot horeca-uitspanning. Het staat op de gemeentelijke monumentenlijst.
In 2005 is het park gerenoveerd.

## Straat
De straat is gesitueerd aan de zuidzijde van het park en loopt vanaf de Bilderdijkstraat tot aan de Bilderdijkkade (de oostelijke kade van de Bilderdijkgracht). De straat werd in de jaren tien van de 20e eeuw volgebouwd. Het was vanaf het begin duidelijk dat de straat maar een gevelwand zou krijgen, de huisnummering werd daarom doorlopend van 1 tot en met 17. Huisnummer 18 werd gebruikt voor kleuterschool de Bonte Specht, grenzend aan het water; dat gebouw werd later gesloopt; in 1986 werd er op het terrein een nieuwe basisschool neergezet, luisterend naar de naam Waterkant. Op het familiegravengedeelte van de begraafplaats kwam een speeltuinvereniging.

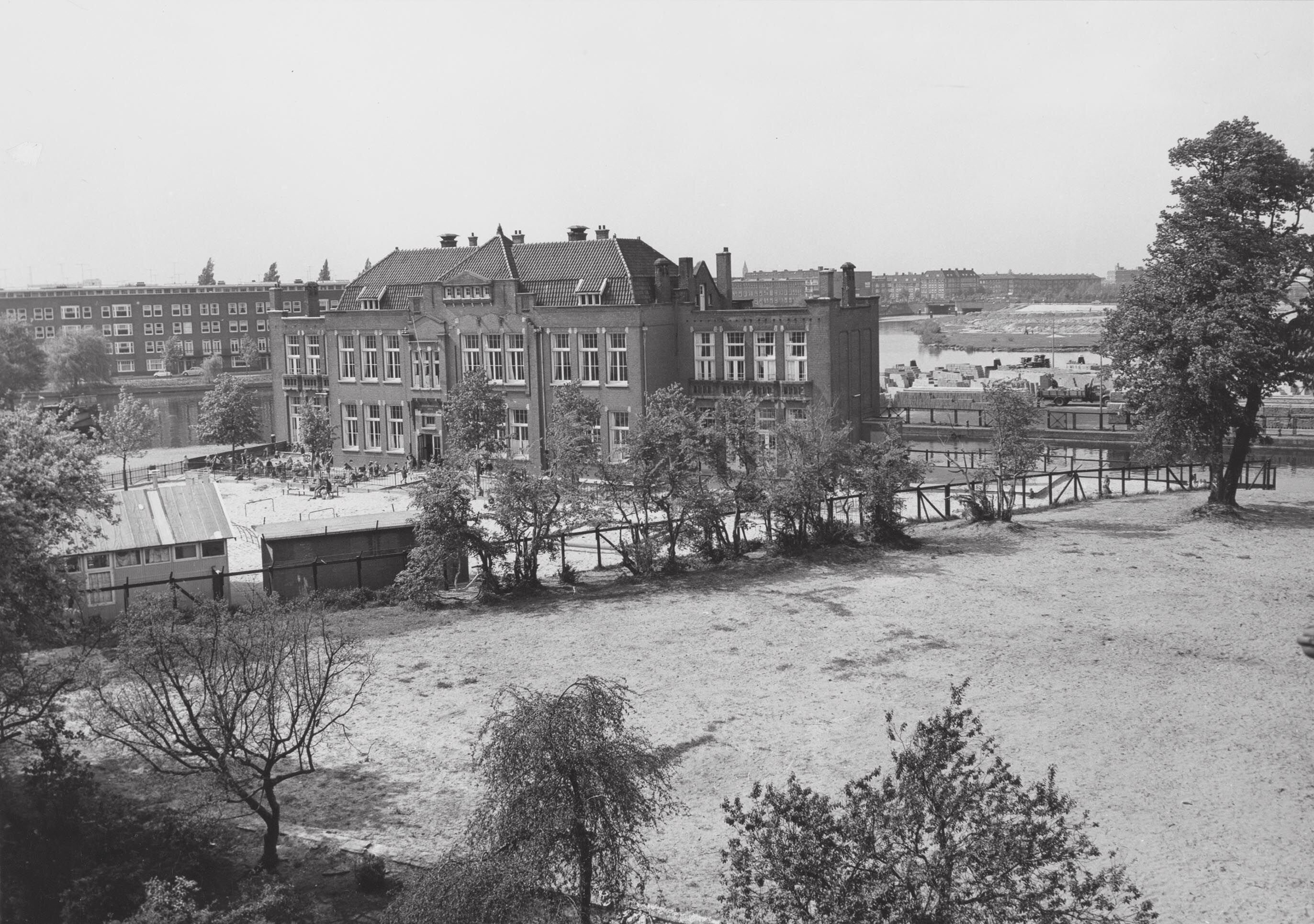
Zicht op de Bonte Specht. Links aan de overzijde van het water de Geuzenkade

## Aanvullende info
Nederlands politicus Hans Wiegel ging in zijn jeugd naar de Potgieterschool op Bilderdijkpark 12. De Lord Mayor of the City of Liverpool in het jaar 1974-1975 Joseph Robert Wilmington bracht zijn jeugd door aan Bilderdijkpark. Op de hoek van de Hugo de Grootgracht en Bilderdijkgracht is er sinds 1990 de Katterug, een brug. Ze geeft een verbinding tussen de wandel- en fietspaden langs Bilderdijkkade ter hoogte van de Waterkant en het wandel- en het fietspad aan de Van Reigersbergenstraat. De Potgieterschool werd een verenigingsgebouw voor alleenstaande ouderen.
Voor de school De Waterkant staan duikelrekken en een tunnel ontworpen door Aldo van Eyck

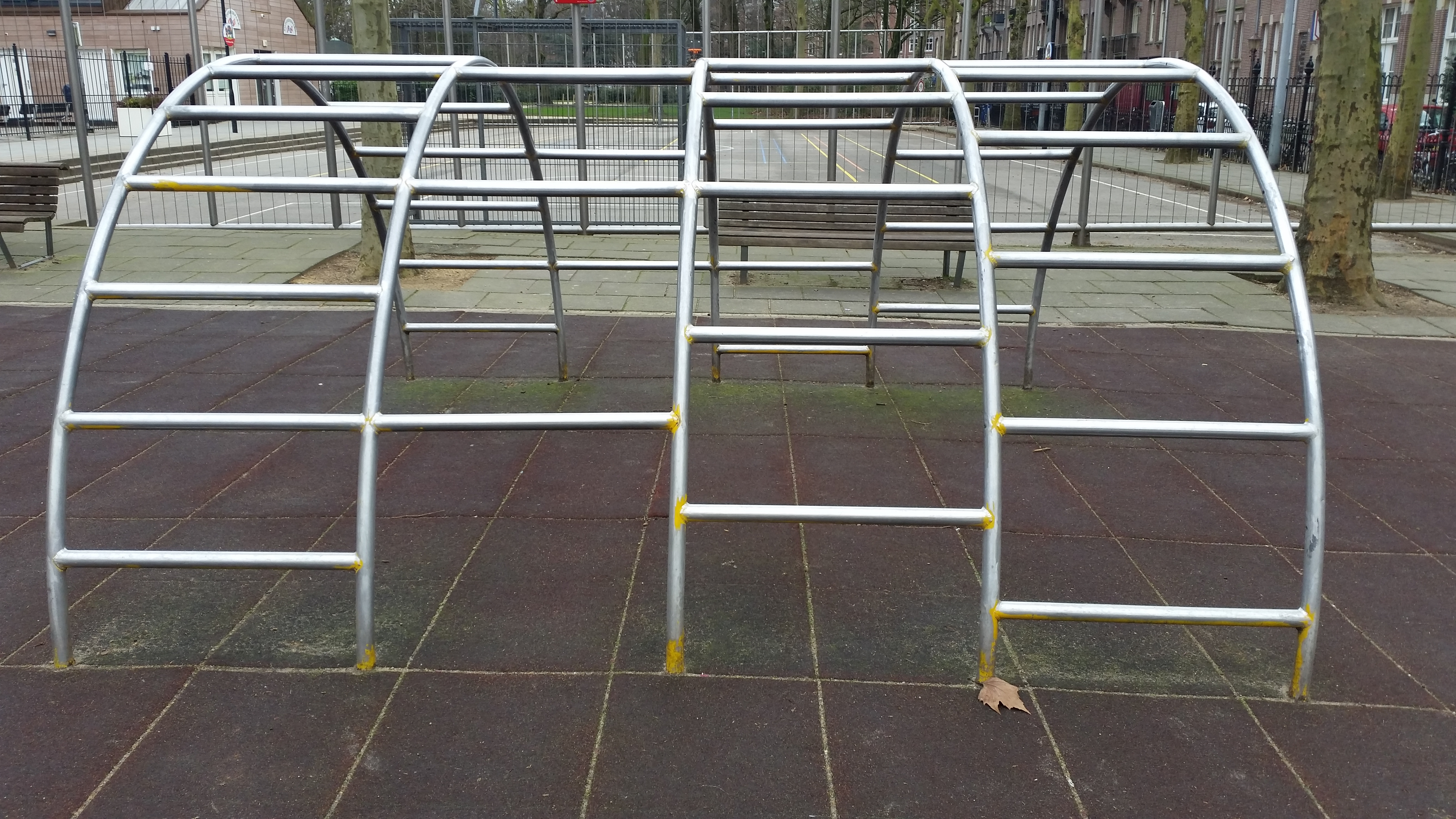
Tunnel van Aldo van Eyck (januari 2020)